# Evolutionaire economie
Evolutionaire economie is een relatief nieuwe manier om over economie na te denken, die gerelateerd is aan de manier waarop over biologie wordt nagedacht: het benadrukt complexe interacties, competitie, groei en beperkte middelen.
De eerste 200 jaren van economische theorie werden eerder gedomineerd door denken in termen van fysica: de werkkracht, balans, elasticiteit, en omloopsnelheid van geld, zijn voorbeelden van termen die hiernaar verwijzen. De Nederlandse econoom Jan Tinbergen staat bekend om zijn model van de economie aan de hand van waterreservoirs en waterstromen.
Conventioneel economisch denken begint met een definitie van schaarste, veronderstelt dan een rationele actor die slechts een doel nastreeft: de maximalisatie van zijn welvaart of nut. Alle informatie wordt bekend geacht ("perfecte informatie") en de waardering van zaken wordt eveneens bekend en constant geacht. Gegeven deze uitgangspunten, kan een "rationele keuze" berekend worden.
Evolutionaire economie streeft een meer moderne manier van onderzoek na, die noch de karakteristieken van de objecten noch die van de beslisser vastlegt.